# Đội trẻ Manchester United F.C. mùa bóng 2008–09
Mùa giải Premier Reserve League 2008-2009 (chính thức được gọi là Barclays Premier Reserve League 2008-2009 vì lý do nhà tài trợ) là mùa giải thứ mười kể từ khi thành lập của Giải Premier Reserve League. Mùa bắt đầu vào ngày 01 tháng 9 năm 2008 và kết thúc với trận play-off cuối cùng giữa nhà vô địch khu phía Bắc và nhà vô địch khu phía Nam vào ngày 21 tháng 5 năm 2009. Tiền đạo trẻ Federico Macheda của Đội trẻ United ghi bàn nhiều nhất với 9 pha lập công. Đội dự bị Manchester United (Hay còn gọi là đội U21 Manchester United) là đội trẻ cao nhất của câu lạc bộ bóng đá Manchester United F.C chơi ở khu phía Bắc thuộc giải Giải Premier Reserve League dành cho lứa tuổi dưới U-21. Đội dự bị Manchester United kết thúc mùa giải ở khu phía Bắc với vị trí thứ hai nên không được quyền tham dự trận chung kết của mùa giải. Đội dự bị Manchester United cũng tham gia vào giải Manchester Senior Cup 2008-2009 và Lancashire Senior Cup 2008-2009.
Mùa giải Premier Academy League 2008-2009 là mùa giải thứ 12 kể từ khi thành lập của Giải Premier Academy League dành cho lứa tuổi U18. Có 40 đội học viện tham dự, chia thành 4 bảng đấu A-B-C-D. Mỗi đội thi đấu 28 trận, đội đứng đầu sẽ lọt vào bán kết. Đội học viện Manchester United (Hay còn gọi đội U18 Manchester United) là đội trẻ thứ hai của câu lạc bộ bóng đá Manchester United F.C. Đội bóng chơi ở giải Premier Academy League 2008-2009 dành cho lứa tuổi dưới U-18. Đội học viện Manchester United cũng tham gia vào giải FA Youth Cup 2008-2009 và Milk Cup 2008.

## Đội dự bị Manchester United

### Lancashire Senior Cup 2008-2009
| Thời gian  | Vòng đấu      | Đối thủ            | H/N/A                  | Tỷ số Bt-Bb | Cầu thủ ghi bàn                              | Số lượng khán giả |
| ---------- | ------------- | ------------------ | ---------------------- | ----------- | -------------------------------------------- | ----------------- |
| 22/01/2009 | Vòng đầu tiên | Accrington Stanley | The Cliff, Salford     | 3 - 0       | Macheda 4, Brandy 19, Petrucci 51            |                   |
| 16/03/2009 | Tứ kết        | Rochdale           | A                      | 4 - 1       | Fábio 26, 41, 48, Welbeck 58                 |                   |
| 20/04/2009 | Bán kết       | Preston North End  | A                      | 4 - 0       | Drinkwater 58, Martin 60, Ajose 75, James 84 |                   |
| 17/08/2009 | Chung kết     | Bolton Wanderers   | Lancs County FA Ground | 1 - 0       | Macheda 86                                   |                   |

### Manchester Senior Cup 2008-2009
Mùa giải này, có 6 đội tham dự, mỗi đội phải gặp nhau một lần. Với mỗi trận thắng được 3 điểm, hòa trong 90 phút được 1 điểm nhưng trận đấu phải kết thúc bằng loạt Penalty để phân thắng bại. Hai đội đứng đầu bảng vào chơi trận chung kết vào ngày 12/05/2009.

Bảng xếp hạng chung cuộc
| Vị trí | Câu lạc bộ                  | Số trận | Thắng | Thua | Bàn thắng | Bàn thua | Hiệu số | Điểm |
| ------ | --------------------------- | ------- | ----- | ---- | --------- | -------- | ------- | ---- |
| 1      | Đội dự bị Bolton Wanderers  | 5       | 5     | 0    | 10        | 4        | +6      | 15   |
| 2      | Đội dự bị Manchester United | 5       | 3     | 2    | 5         | 1        | +4      | 11   |
| 3      | Đội dự bị Oldham Athletic   | 5       | 3     | 2    | 13        | 13       | +0      | 9    |

Chi tiết các trận đấu
| Thời gian  | Vòng đấu  | Đối thủ          | H/N/A        | Tỷ số Bt-Bb | Cầu thủ ghi bàn         | Số lượng khán giả |
| ---------- | --------- | ---------------- | ------------ | ----------- | ----------------------- | ----------------- |
| 03/09/2008 | Vòng 1    | Bury FC          | A            | 2 - 0       | Eikrem 16, Cleverley 65 |                   |
| 14/10/2008 | Vòng 2    | Oldham Athletic  | Old Trafford | 2 - 1       | James 13, Hewson 28     |                   |
| 30/10/2008 | Vòng 3    | Bolton Wanderers | Old Trafford | 0 - 0       | United thắng 9-8 pen    |                   |
| 09/02/2009 | Vòng 4    | Stockport County | Old Trafford | 0 - 0       | United thua 7-8 pen     |                   |
| 09/03/2009 | Vòng 5    | Manchester City  | A            | 1 - 0       | Martin 35               |                   |
| 12/05/2009 | Chung kết | Bolton Wanderers | A            | 1 - 0       | Tošić 8                 |                   |

### Premier Reserve League 2008-2009
Bảng xếp hạng Premier Reserve League North
| Vị trí | Câu lạc bộ                  | Số trận | Thắng | Hòa | Thua | Bàn thắng | Bàn thua | Hiệu số | Điểm |
| ------ | --------------------------- | ------- | ----- | --- | ---- | --------- | -------- | ------- | ---- |
| 1      | Đội dự bị Sunderland(C)     | 20      | 13    | 4   | 3    | 33        | 13       | +20     | 43   |
| 2      | Đội dự bị Manchester United | 20      | 10    | 6   | 4    | 35        | 19       | +16     | 36   |
| 3      | Đội dự bị Blackburn Rovers  | 20      | 9     | 6   | 5    | 30        | 19       | +11     | 33   |

Chi tiết Vòng bảng
| Thời gian  | Vòng đấu | Đối thủ          | H/N/A                 | Tỷ số Bt-Bb | Cầu thủ ghi bàn                                      | Số lượng khán giả |
| ---------- | -------- | ---------------- | --------------------- | ----------- | ---------------------------------------------------- | ----------------- |
| 19/08/2008 | Vòng 1   | Blackburn Rovers | Moss Lane, Altrincham | 0 - 0       |                                                      |                   |
| 02/10/2008 | Vòng 2   | Wigan Athletic   | Moss Lane, Altrincham | 1 - 2       | Gray 81                                              |                   |
| 08/10/2008 | Vòng 3   | Bolton Wanderers | A                     | 3 - 0       | Macheda 45, Hewson 53, Cleverley 65                  |                   |
| 22/10/2008 | Vòng 4   | Manchester City  | A                     | 3 - 0       | Cleverley 13, Gibson 57(pen), Possebon 63            |                   |
| 18/11/2008 | Vòng 5   | Hull City        | A                     | 1 - 2       | Stewart 90+3                                         |                   |
| 18/12/2008 | Vòng 6   | Everton          | A                     | 1 - 1       | Manucho 55                                           |                   |
| 26/01/2009 | Vòng 7   | Blackburn Rovers | A                     | 1 - 2       | Brandy 61                                            |                   |
| 29/01/2009 | Vòng 8   | Liverpool        | Moss Lane, Altrincham | 0 - 0       | Brandy 61                                            |                   |
| 12/02/2009 | Vòng 9   | Bolton Wanderers | Moss Lane, Altrincham | 2 - 0       | Fábio 27 (pen), Macheda 64 (pen)                     |                   |
| 18/02/2009 | Vòng 10  | Wigan Athletic   | A                     | 5 - 4       | Welbeck 11, 69, Macheda 62, 67, Martin 80            |                   |
| 26/02/2009 | Vòng 11  | Manchester City  | Moss Lane, Altrincham | 2 - 0       | James 37, Macheda 40                                 |                   |
| 02/03/2009 | Vòng 12  | Sunderland       | A                     | 0 - 1       |                                                      |                   |
| 05/03/2009 | Vòng 13  | Middlesbrough    | Moss Lane, Altrincham | 1 - 0       | Fábio 90 (pen)                                       |                   |
| 12/03/2009 | Vòng 14  | Liverpool        | A                     | 2 - 2       | Welbeck 20, Fábio 36                                 |                   |
| 19/03/2009 | Vòng 15  | Hull City        | Moss Lane, Altrincham | 4 - 0       | Macheda 23 (pen), Welbeck 30, Possebon 51, Martin 58 |                   |
| 24/03/2009 | Vòng 16  | Middlesbrough    | A                     | 1 - 0       | Eikrem 14                                            |                   |
| 30/03/2009 | Vòng 17  | Newcastle United | A                     | 3 - 3       | Macheda 13 (pen), 75, 89                             |                   |
| 16/04/2009 | Vòng 18  | Everton          | Moss Lane, Altrincham | 2 - 0       | Drinkwater 8, de Laet 17                             |                   |
| 23/04/2009 | Vòng 19  | Newcastle United | Moss Lane, Altrincham | 1 - 1       | C Evans 8                                            |                   |
| 30/04/2009 | Vòng 20  | Sunderland       | Moss Lane, Altrincham | 2 - 0       | Martin 70 (pen), James 90+1                          |                   |

### Giao hữu trước mùa giải 2008-2009
| Thời gian  | Vòng đấu | Đối thủ            | H/N/A                                | Tỷ số Bt-Bb | Cầu thủ ghi bàn                                         | Số lượng khán giả |
| ---------- | -------- | ------------------ | ------------------------------------ | ----------- | ------------------------------------------------------- | ----------------- |
| 12/07/2008 | Giao hữu | Burscough          | A                                    | 3 - 1       | Cleverley 8, Brandy 42, Possebon 61                     |                   |
| 19/07/2008 | Giao hữu | Altrincham         | A                                    | 3 - 0       | Macheda 21, 34, Possebon 80                             |                   |
| 26/07/2008 | Giao hữu | Oxford United      | A                                    | 2 - 2       | Drinkwater 54, Hewson 75                                |                   |
| 07/08/2008 | Giao hữu | Northwich Victoria | Moss Lane, Altrincham                | 3 - 2       | Fábio 45, Cleverley 65, Drinkwater 71                   |                   |
| 18/08/2008 | Giao hữu | Chelsea            | Moss Lane, Altrincham                | 1 - 0       | Drinkwater 59                                           |                   |
| 26/08/2008 | Giao hữu | Chelsea            | A                                    | 2 - 2       | Fábio 77, Gibson (pen) 90+3                             |                   |
| 09/09/2008 | Giao hữu | Birmingham City    | A                                    | 3 - 3       | Possebon 15, Gray 70, Brandão 85                        |                   |
| 05/11/2008 | Giao hữu | Celtic             | A                                    | 0 - 0       |                                                         |                   |
| 23/11/2008 | Giao hữu | Rosenborg          | The Cliff, Salford                   | 1 - 1       | Gibson 36                                               |                   |
| 14/01/2009 | Giao hữu | Bradford City      | Trafford Training Centre, Carrington | 1 - 0       | Drinkwater 24                                           |                   |
| 09/05/2009 | Giao hữu | Kendal Town        | A                                    | 7 - 2       | Martin 11, 18, Brady 21, 69, 81, Norwood 47, Stewart 74 |                   |

## Đội học viện Manchester United

### Giao hữu mùa giải 2008-2009
| Thời gian  | Vòng đấu | Đối thủ           | H/N/A                                | Tỷ số Bt-Bb | Cầu thủ ghi bàn                                          | Số lượng khán giả |
| ---------- | -------- | ----------------- | ------------------------------------ | ----------- | -------------------------------------------------------- | ----------------- |
| 12/08/2008 | Giao hữu | Bury FC           | Trafford Training Centre, Carrington | 3 - 0       | Brandão (2), Petrucci                                    |                   |
| 16/08/2008 | Giao hữu | Tottenham Hotspur | Trafford Training Centre, Carrington | 2 - 2       | James 68, Cofie 84                                       |                   |
| 21/10/2008 | Giao hữu | Celtic            | Trafford Training Centre, Carrington | 1 - 1       | James 76                                                 |                   |
| 28/10/2008 | Giao hữu | Trafford FC       | A                                    | 2 - 2       | Petrucci 83, Ajose 88                                    |                   |
| 12/01/2008 | Giao hữu | Newcastle Town    | A                                    | 7 - 1       | Brady 13, 64, 67, Dudgeon 28, Macheda 39, Stewart 83, 85 |                   |
| 31/03/2008 | Giao hữu | Urawa Reds        | Trafford Training Centre, Carrington | 3 - 0       | W.Keane, Morrison, Lawrence                              |                   |

### Premier Academy League 2008-2009
Bảng xếp hạng Academy Bảng C
Chi tiết các trận đấu
| Thời gian  | Vòng đấu | Đối thủ                 | H/N/A                                | Tỷ số Bt-Bb | Cầu thủ ghi bàn                                       | Số lượng khán giả |
| ---------- | -------- | ----------------------- | ------------------------------------ | ----------- | ----------------------------------------------------- | ----------------- |
| 23/08/2008 | Vòng 1   | West Ham United         | A                                    | 0 - 0       |                                                       |                   |
| 30/08/2008 | Vòng 2   | Norwich City            | Trafford Training Centre, Carrington | 2 - 0       | Petrucci 51, James 77                                 |                   |
| 13/09/2008 | Vòng 3   | Huddersfield Town       | A                                    | 5 - 0       | Macheda 41, Ajose 49, Askham 59, Stewart 70, James 75 |                   |
| 20/09/2008 | Vòng 4   | Derby County            | Trafford Training Centre, Carrington | 2 - 2       | Brandão 23, Ajose 53                                  |                   |
| 27/09/2008 | Vòng 5   | Stoke City              | A                                    | 4 - 0       | Ajose 30, 32, Curran 35, Macheda 69                   |                   |
| 04/10/2008 | Vòng 6   | Crewe Alexandra         | Trafford Training Centre, Carrington | 1 - 2       | Macheda 89                                            |                   |
| 11/10/2008 | Vòng 7   | Wolverhampton Wanderers | A                                    | 1 - 0       | Norwood 35                                            |                   |
| 18/10/2008 | Vòng 8   | Liverpool               | Trafford Training Centre, Carrington | 2 - 2       | Macheda 14, 17                                        |                   |
| 01/11/2008 | Vòng 9   | West Bromwich Albion    | A                                    | 3 - 2       | Macheda, James, Norwood                               |                   |
| 08/11/2008 | Vòng 10  | Everton                 | A                                    | 1 - 1       | Morrison 5                                            |                   |
| 15/11/2008 | Vòng 11  | Bolton Wanderers        | Trafford Training Centre, Carrington | 4 - 1       | Macheda 8, James 35, 56, Morrison 76                  |                   |
| 22/11/2008 | Vòng 12  | Blackburn Rovers        | A                                    | 4 - 0       | Petrucci 3, 27, James 35, Brandão 79 (pen)            |                   |
| 06/12/2008 | Vòng 13  | Manchester City         | Trafford Training Centre, Carrington | 0 - 2       |                                                       |                   |
| 13/12/2008 | Vòng 14  | Liverpool               | A                                    | 3 - 1       | Norwood 23, Macheda 40, Morrison 78                   |                   |
| 17/01/2009 | Vòng 15  | West Bromwich Albion    | Trafford Training Centre, Carrington | 4 - 1       | Petrucci 29, 74, Norwood 31, Ajose 55                 |                   |
| 24/01/2009 | Vòng 16  | Everton                 | Trafford Training Centre, Carrington | 3 - 2       | Morrison 17, 89, Ajose 51                             |                   |
| 31/01/2009 | Vòng 17  | Bolton Wanderers        | A                                    | 5 - 0       | Brandão 15, Curran 56, King 77, 80, Norwood 85        |                   |
| 14/02/2009 | Vòng 18  | Manchester City         | A                                    | 0 - 1       |                                                       |                   |
| 21/02/2009 | Vòng 19  | Stoke City              | Trafford Training Centre, Carrington | 0 - 1       |                                                       |                   |
| 07/03/2009 | Vòng 20  | Crewe Alexandra         | A                                    | 3 - 2       | Brandão 16, Tunnicliffe 50, Galbraith 85              |                   |
| 14/03/2009 | Vòng 21  | Wolverhampton Wanderers | Trafford Training Centre, Carrington | 1 - 2       | Norwood 15                                            |                   |
| 21/03/2009 | Vòng 22  | Sheffield United        | Trafford Training Centre, Carrington | 0 - 0       |                                                       |                   |
| 28/03/2009 | Vòng 23  | Sheffield Wednesday     | A                                    | 2 - 2       | Moffatt 12, Ajose 22                                  |                   |
| 04/04/2009 | Vòng 24  | Middlesbrough           | Trafford Training Centre, Carrington | 2 - 0       | Norwood 5, 29                                         |                   |
| 18/04/2009 | Vòng 25  | Leeds United            | A                                    | 4 - 4       | Wootton 3, Brady 53, King 61, Tunnicliffe 83          |                   |
| 25/04/2009 | Vòng 26  | Newcastle United        | Trafford Training Centre, Carrington | 4 - 2       | Norwood 3, King 47, Eikrem 76, Wootton 84             |                   |
| 02/05/2009 | Vòng 27  | Sunderland              | A                                    | 2 - 2       | Ajose 48, 57                                          |                   |
| 07/05/2009 | Vòng 28  | Blackburn Rovers        | Trafford Training Centre, Carrington | 3 - 2       | Lingard 6, King 43, Ajose 63                          |                   |

### FA Youth Cup 2008-2009
| Thời gian  | Vòng đấu | Đối thủ | H/N/A        | Tỷ số Bt-Bb | Cầu thủ ghi bàn        | Số lượng khán giả |
| ---------- | -------- | ------- | ------------ | ----------- | ---------------------- | ----------------- |
| 27/11/2008 | Vòng 3   | Chelsea | Old Trafford | 2 - 3       | Morrison 8, Welbeck 89 |                   |

### Torneo di Calcio Memorial Claudio Sassi năm 2009
| Thời gian  | Vòng đấu  | Đối thủ     | H/N/A                   | Tỷ số Bt-Bb | Cầu thủ ghi bàn                     | Số lượng khán giả |
| ---------- | --------- | ----------- | ----------------------- | ----------- | ----------------------------------- | ----------------- |
| 10/04/2009 | Vòng bảng | FC Chiasso  | Ferrari G., Fiorano     | 6 - 0       | Ajose 3, Stewart, Tunnicliffe, King |                   |
| 11/04/2009 | Vòng bảng | US Sassuolo | N                       | 2 - 1       | Brady, Norwood                      |                   |
| 12/04/2009 | Vòng bảng | Aalborg BK  | Ferrarini, Castelfranco | 3 - 2       | Norwood, Brady, Ajose               |                   |
| 12/04/2009 | Bán kết   | FC Modena   | Modena, Italia          | 1 - 1       | Morrison (U18 United thắng penalty) |                   |
| 13/04/2009 | Chung kết | Ajax        | N                       | 1 - 0       | Tunnicliffe                         |                   |

### Milk Cup 2008
| Thời gian  | Vòng đấu  | Đối thủ            | H/N/A | Tỷ số Bt-Bb | Cầu thủ ghi bàn                  | Số lượng khán giả |
| ---------- | --------- | ------------------ | ----- | ----------- | -------------------------------- | ----------------- |
| 28/07/2008 | Vòng 1    | Otago              | N     | 4 - 0       | Macheda, Brandão, Ajose, Norwood |                   |
| 29/07/2008 | Vòng 2    | County Armagh      | N     | 4 - 0       | King, James, Macheda (2)         |                   |
| 30/07/2008 | Tứ kết    | Cherry Orchard     | N     | 5 - 1       | Norwood, King, Brandão (2), Dean |                   |
| 31/07/2008 | Bán kết   | Watford            | N     | 4 - 2       | Macheda, King (2), Brandão       |                   |
| 01/08/2008 | Chung kết | South Coast Bayern | N     | 3 - 0       | Norwood, Ajose, Macheda          |                   |

### BlueStars Youth Cup 2009
Đội trẻ Man Utd tham dự giải đấu này tại Zurich, Thụy Sĩ cùng Bảng 1 với các đội trẻ FC Blue Stars (Chủ nhà), Fenerbahce (Thỗ Nhĩ Kỳ), FC Basel (Thụy Sĩ) và CR Flamengo (Brazil). Đội trẻ Man Utd không vượt qua vòng bảng và tranh vị trí 5/6 với đội trẻ Real Madrid.
| Thời gian  | Vòng đấu  | Đối thủ       | H/N/A | Tỷ số Bt-Bb | Cầu thủ ghi bàn          | Số lượng khán giả |
| ---------- | --------- | ------------- | ----- | ----------- | ------------------------ | ----------------- |
| 20/05/2009 | Vòng bảng | FC Blue Stars | N     | 2 - 0       | Brandy 23 (pen), King 38 |                   |
| 20/05/2009 | Vòng bảng | Fenerbahce    | N     | 2 - 2       | Possebon 14, Brandy 40   |                   |
| 20/05/2009 | Vòng bảng | FC Basel      | N     | 1 - 5       | Possebon 19 (pen)        |                   |
| 21/05/2009 | Vòng bảng | CR Flamengo   | N     | 1 - 1       | James 21                 |                   |
| 21/05/2009 | Tranh 5/6 | Real Madrid   | N     | 0 - 0       | United thắng pen         |                   |